# وفاق فادا نغورما
وفاق فادا نغورما كان حزباً سياسياً في منطقة فادا نغورما في بوركينا فاسو.

## التاريخ
حصل الحزب على 10.1٪ من الأصوات في انتخابات الجمعية الإقليمية لعام 1957، وفاز بخمسة مقاعد.